# Бобриковский сельсовет
Бобриковский сельсовет (белор. Бабрыкоўскі сельсавет) — административная единица Пинского района Брестской области Беларуси. Административный центр — деревня Бобрик.
По состоянию на 2019 год сельсовет включал 1215 жителей.

## История
Образован 12 октября 1940 года в составе Логишинского района Пинской области БССР, с 8 января 1954 года — Брестской области. 20 мая 1957 года в состав сельсовета из Лыщевского сельсовета передана деревня Благословка. После упразднения Логишинского района 25 декабря 1962 года вошел в состав Пинского района.

## Состав
В состав сельсовета входят следующие населённые пункты:
- Доброславка — деревня
- Бобрик — деревня
- Заберезье — деревня
- Конотоп — деревня
- Липники — деревня
- Малая Плотница — деревня
- Плоскинь — деревня
- Теребень — деревня
- Чамля — деревня